# فرودگاه مورانباه
فرودگاه مورانباه (به انگلیسی: Moranbah Airport) یک فرودگاه همگانی با کد یاتا MOV است که یک باند فرود آسفالت دارد و طول باند آن ۱۵۲۴ متر است. این فرودگاه در کشور استرالیا قرار دارد و در ارتفاع ۲۳۵ متری از سطح دریا واقع شده‌است.

## شرکت‌های هواپیمایی و مقصدهای پروازی
| شرکت‌های هواپیمایی                         | مقصدهای پروازی                  |
| ----------------------------------------- | ------------------------------- |
| کانتاس‌لینک اجرا توسط سان‌استیت ایرلاینز    | بریزبن                          |
| ویرجین استرالیا                           | بریزبن (پایان در ۱۶ ژوئیه ۲۰۱۷) |
| ویرجین استرالیا اجرا توسط الیانس ایرلاینز | بریزبن (آغاز از ۱۷ ژوئیه ۲۰۱۷)  |